# 灰毛木地肤
灰毛木地肤（学名：Kochia prostrata var. canescens）为藜科地肤属下木地肤的一个变种。产内蒙古、宁夏、甘肃西部、新疆。生于山坡及沙地。